# Istruttivo
Nella lingua finlandese, il caso istruttivo viene generalmente utilizzato per esprimere "tramite (di)". È un caso raramente utilizzato nella lingua moderna, eccezion fatta per alcuni termini come jalan (a piedi) o frasi fatte (omin silmin, "con i propri occhi").
Nel finlandese moderno, la maggior parte dei termini utilizzati in modalità strumentale vengono generalmente declinati con l'adessivo, come ad esempio nella frase minä matkustin junalla (ho viaggiato in treno).
L'istruttivo è di più comune utilizzo come forma declinata del secondo infinito dei verbi, sempre con il significato di tramite, normalmente espresso in italiano con il gerundio, con la forma sostantivata del verbo oppure con un sinonimo. Ad esempio lentäen (volando) può essere ritrovato nell'espressione menin Espanjaan lentäen ("sono andato in Spagna in aereo").